# Distrikt Umari
Der Distrikt Umari liegt in der Provinz Pachitea in der Region Huánuco in Zentral-Peru. Der Distrikt wurde am 29. November 1918 gegründet. Er besitzt eine Fläche von 157 km². Beim Zensus 2017 wurden 11.938 Einwohner gezählt. Im Jahr 1993 lag die Einwohnerzahl bei 12.210, im Jahr 2007 bei 17.219. Sitz der Distriktverwaltung ist die etwa 2500 m hoch gelegene Ortschaft Tambillo mit 615 Einwohnern (Stand 2017). Tambillo befindet sich knapp 7 km nordwestlich der Provinzhauptstadt Panao.

## Geographische Lage
Der Distrikt Umari liegt in der peruanischen Zentralkordillere am Südufer des nach Osten strömenden Río Huallaga im nördlichen Westen der Provinz Pachitea. Im Südosten wird das Areal vom Río Panao begrenzt.
Der Distrikt Umari grenzt im Süden an den Distrikt Molino, im Südwesten und im Westen an die Distrikte Amarilis, Santa María del Valle und  Churubamba (alle drei in der Provinz Huánuco), im Norden an die Distrikte Chinchao und San Pablo de Pillao (beide in der Provinz Huánuco), im Nordosten an den Distrikt Chaglla sowie im Südosten an den Distrikt Panao.

## Ortschaften
Im Distrikt gibt es neben dem Hauptort folgende größere Ortschaften:
- Auragshay (367 Einwohner)
- Chachaspata (361 Einwohner)
- Chagllapampa (220 Einwohner)
- Cosmopolita (262 Einwohner)
- Cruz Punta (213 Einwohner)
- Cucho (472 Einwohner)
- Goyar Punta (407 Einwohner)
- Huanin (303 Einwohner)
- Huiyan (343 Einwohner)
- Picahuay (338 Einwohner)
- Pinquiray (Einwohner)
- Rashu (243 Einwohner)
- San Marcos
- Santo Toribio la Punta (405 Einwohner)
- Shalla (255 Einwohner)
- Ushumayo (337 Einwohner)
- Willca (282 Einwohner)